# Medaglia d'onore delle dogane
La medaglia d'onore delle dogane è un premio statale della Costa d'Avorio.

## Classi
La medaglia dispone delle seguenti classi di benemerenza:
- I Classe
- II Classe
- III Classe

| Nastri     |           |          |
| III Classe | II Classe | I Classe |

## Insegne
- Il  nastro è giallo con bordi verdi e blu.